# PLZ-05自行加榴炮

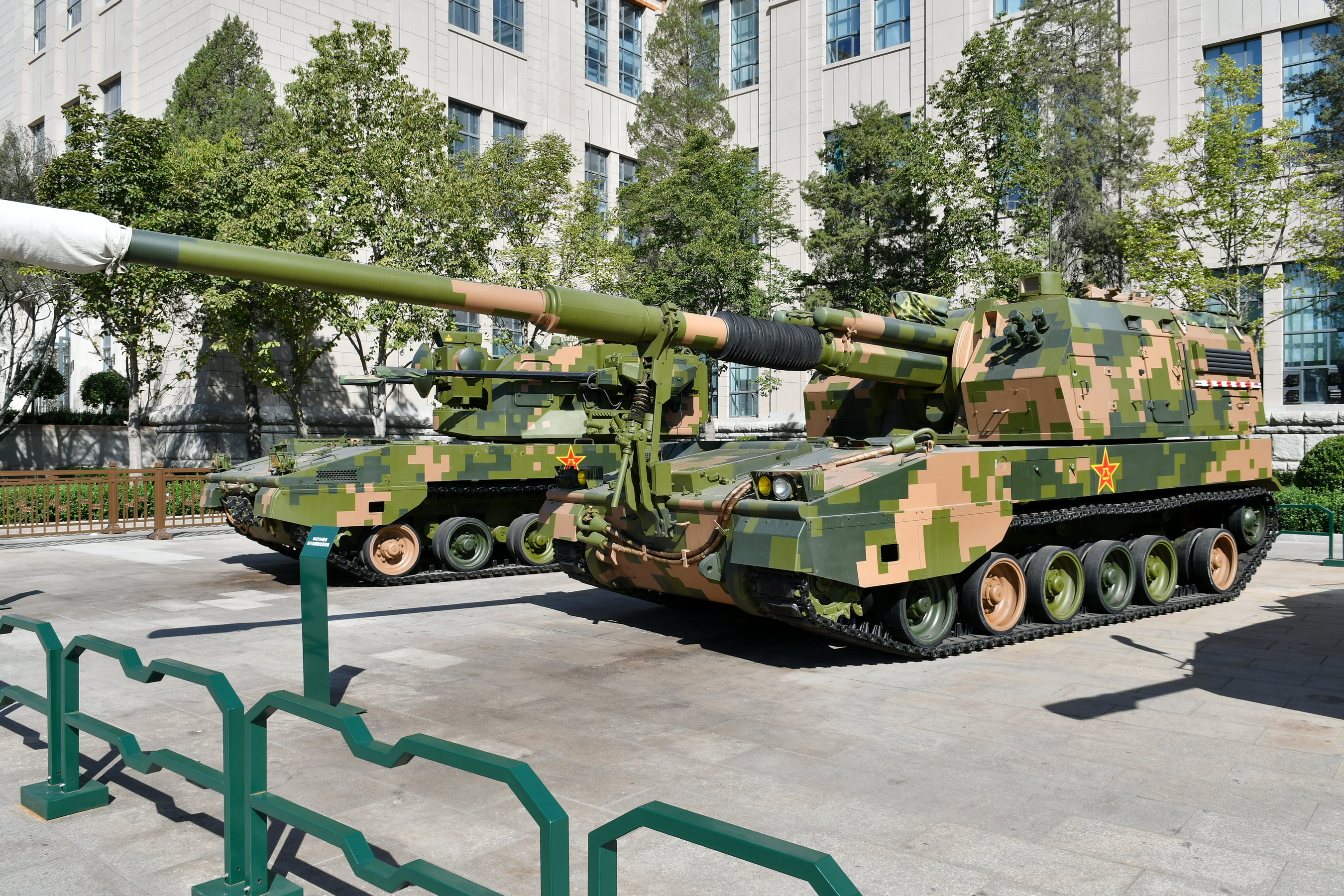
PLZ-05

PLZ-05 155毫米自行加榴炮是中國人民解放軍正式装备的首款155毫米履带式自行火炮，由PLZ-45自行加榴炮发展而来。采用52倍口径身管，用以替代83式自行加榴炮，2005年正式定型量產。到2013年为止, 解放军至少已装备了288门PLZ05。
PLZ-05一般装备于解放军陆军集团军或（西藏、新疆）军区下辖的炮兵旅。

## 研制
最初的155毫米自行火炮的研制於1980年代中期展開，稱為PLZ-45型（45倍口径火炮），已經達到國際水準，性价比超過美製M109自走砲，1997年科威特曾订购了总数54辆的外销型PLZ-45装备3个炮兵营， 1990年代155毫米自行火炮的技术指标进行了较大调整，身管长度由45倍口径增加到52倍口径，提高弹丸初速与最大射程，改良產物便是PLZ-05自行火炮。

## 概况
PLZ-05自行加榴炮采用了国产第二代履带式自行火炮通用底盘，属于40吨级底盘，发动机前置，底盘后部是战斗室。采用了800马力的8V150中冷涡轮增压柴油机和综合传动装置，底盘有6对负重轮和3个拖带轮，在第一和第六对负重轮有独立式液压减震器锁定机构，可保持车体的稳定性。
PLZ-05以俄罗斯2S19的炮塔尾舱式结构自动装填機作为参考对象，達到8发/分最大射速，並可以行進間射擊和直瞄射擊，在不考虑火炮身管和装弹机寿命的情况下，爆发射速达到4发/15秒，PLZ-05也可以每分钟3-5发的射速进行持续不间断的火力射击。PLZ-05的火炮身管长度为其口径的52倍，发射底凹榴弹时最大射程40公里，发射底排榴弹时最大射程超过50公里，发射火箭增程底排弹的射程可达到70公里。行军砲管固定器為自動式，人員不必到車外操作，PLZ-05装备了数字化综合火控系统，炮塔顶装有数字式火炮周视瞄准镜和车长昼夜周视观察镜。
PLZ-05的威力不仅在于火力支援能力，在解放军陆军战斗序列中，自行榴弹炮实际上被称作“自行加榴炮”，也就是说解放军的自行火炮还要承担充当加农炮进行近距离直瞄火力射击的任务，用来摧毁敌方防御工事，战场设施，或应急情况下与敌方坦克和装甲战斗车辆直接交战。
PLZ-05的车体和炮塔均为钢装甲焊接结构，正面装甲在100米处可防14.5mm穿甲弹，两侧和后面可防7.62mm穿甲弹，内部有“凯夫拉”防崩落内衬层。整车配备有三防系统，可防核生化攻击。PLZ-05配备有先进的灭火抑爆系统，可自动感知车辆内部火源，并可在0.2秒内做出反应。此外，炮塔两侧的烟雾弹发射器可保证其免遭制导式反坦克武器的袭击。PLZ-05具有一定的装甲防护力和相当高的战场生存能力，可在任何恶劣环境下保证乘员的安全。
PLZ-05自行加榴炮整个火炮系统还包括营/连指挥车、侦察车、弹药输送车、相控阵侦校雷达车、气象雷达车、装甲抢救车等配套车辆。

## 改進型

### PLZ-05B
PLZ-05B改用8V132系列底盤，底盘增至7对负重轮，拖带轮也增至4个，增强了承载力，同时还提高底盘高度，解決了抗后座能力一般的問題，大幅提高了戰鬥全重。新底盤发动机散热窗从正面移到駕駛艙右側靠上，改善了车体正面對破片和輕武器的防护，亦有明顯的下坡防護，為車輛前方提供更多的空間，避免了引擎前置所帶來的結構強度降低、防護力降低的缺點。目前國內採用下坡防護的履帶式底盤有兩種，一種是15式輕型坦克底盤，另一種是ZBD-04步兵戰車底盤，從砲塔明顯的後部佈置來看，PLZ-05B自走榴彈砲採用的是加長版04A型步兵戰車底盤，應具備與04A步兵戰車相同的防護水準，即正面可防禦12.7毫米重機槍子彈，加裝附加裝甲後可防禦30毫米機炮甚至部分反坦克導彈直擊的能力。
PLZ-05A底盤有戰鬥艙空間利用率低的問題，特別是砲塔吊籃下方和兩側的空間沒有得到充分利用，底盤尾艙的大部分空間被輔助動力系統佔用，導致底盤只存放了5套備用彈藥，全車只有30發的彈容量。PLZ-05B採取了更長的車體和更大的新型無人炮塔，將彈藥和自動裝彈機全部集成在炮塔內，並透過發射葯模組化及全自動化，提高射速之餘，大大提高了底盤空間的利用率，彈藥攜帶量從30發提升到了50-60發，增加火力持續性，以實施更為密集的遠程重火力打擊。PLZ-05B自走榴彈砲作為中國第一款配備無人砲塔的自走榴彈砲，不僅能可與乘員隔絕，提高乘員的生存能力，也意味著中國在大口徑榴彈砲自動裝彈方面取得了巨大突破，自動裝彈機的高射速和可靠性均達到較高水準。

## 使用國
- 中华人民共和国

## 參看
- PLZ-45自行加榴炮
- PzH2000自行榴彈砲